# Юрген Граф
Ю́рген Гра́ф (15 серпня 1951, Базель, Швейцарія — 14 січня 2025) — швейцарський публіцист, автор ряду творів, у яких заперечує загальноприйняту концепцію голокосту.

## Біографія
Народився в сім'ї службовця. За освітою філолог. Він вивчив скандинавістику, англійську та французьку мови у Базельському університеті, де був відзначений ступенем магістра. Працював викладачем в Швейцарії і за кордоном — протягом чотирьох років він викладав німецьку мову в університеті китайської культури в Тайбеї на Тайвані. В останні роки Граф вивчав численні німецькі табори, і провів історичні дослідження в архівах у Польщі, Росії та інших країнах.
Поліглот, вільно володіє також російською мовою.
На початку 1990-х років видав три книги з питання ревізіонізму голокосту, які були перекладені різними мовами. За оприлюднення своїх поглядів переслідувався: у 1993 році був звільнений з посади шкільного вчителя після того, як розсилав примірники своєї виданої в Німеччині книги «Голокост на випробувальному стенді», разом із супровідним листом на чотирьох сторінках багатьом вчителям історії, професорам, журналістам і політичним діячам у всій Швейцарії. Юрген Граф казав, що йому добре відомі ймовірні наслідки публікації його книги, і зазадалегідь очікував будь-яких офіційних дій, що будуть прийняті проти нього. «Я розраховував на відсторонення від роботи у школі», — казав він, — «але де-факто мене звільнили без попереднього повідомлення». «Такі, як Граф, очевидно, не можуть бути вчителем», — такою була офіційна позиція Швейцарського Федерального органу з питань освіти і культури, — книга Графа «абсолютно не підлягає обговоренню». Втім, протягом півтора року, що він працював учителем у комуні Тервіль, колеги та учні сприймали Графа як «чуйного і компетентного вчителя». Він не підіймав питання Голокосту в своєму класі під час уроків.
Граф рішуче відкидає твердження, що він є неонацистом або антисемітом. «Я поважаю правду», пояснює він. «Я більше не можу жити з газовій камері брехні». Граф з готовністю визнає, що євреї Європи постраждали в рамках німецького панування в роки війни. «Кожен порядний чоловік рішуче засуджує ці жорстокі гоніння», говорить він.
Тільки після інтенсивного дослідження, в тому числі читання понад 150 книг, Граф прийшов в 1991 році до висновку, що загальноприйнята історія Голокосту є творінням військової пропаганди. «Не існувало газових камер і не проводилось систематичне винищення євреїв у роки війни», пише він.
У 1998 році на Юргена Графа і на видавництво, яке опублікувало його книги, подали до суду. Юрген Граф був засуджений до 15 місяців тюремного ув'язнення і штрафу в розмірі близько 40 тис. швейцарських франків. Після цього емігрував до Білорусі, через деякий час переїхав до Росії. Довгий час проживав в Москві, де працював перекладачем. У 2018 році повернувя до Швейцарії. З початку російсько-українського конфлікту висловлював помірковано проросійські погляди, вважаючи події Євромайдану провокацією американських і європейських глобалістів і захищаючи дії «ополченців Донбасу». Після початку повномасштабного вторгнення не висловлював підтримки дій Росії, хоча говорив про те, що головними винуватцями конфлікту є єврейська фінансова олігархія і західні ліберальні глобалісти.

## Участь в конференціях
В серпні 1998 року брав участь у першій в історії Австралії конференції ревізіоністів, яку проводив інститут Аделаїди. Юрген Граф виступив там з двома доповідями. Кількома тижнями раніше, швейцарський суд засудив його до 15 місяців тюремного ув'язнення і штрафу у розмірі 8000 франків за його ревізіоністські праці з питання Голокосту. Під час свого перебування в Австралії, він дізнався, що він втратив в Швейцарії свою викладацьку роботу у зв'язку з його переконаннями щодо Голокосту. У своєму виступі, Граф розповів про Майданек — великий німецький концтабір воєнного часу у Любліні, в Польщі, яку він особисто інспектував в червні 1997 року. Його виступ був заснований на дослідженні, проведеному для недавно опублікованій 300-сторінковій книзі на цю тему, написаній у співавторстві з італійським вченим Карло Маттоньо. Хоча комісія в 1945 році встановила, що німці вбили у Майданеку півтора мільйона осіб, він був відносно «забутим» табором. На відміну від існуючого іміджу як абсолютно секретного центру винищення, Граф вказав, що табір насправді був «повністю відкритим» і «видимий з усіх боків». Будь-які масові вбивства там навряд чи можна було тримаєти в секреті.
В 1994 р. на дванадцятій конференції Інституту перегляду історії, Граф виступив з доповіддю «Соціальні та політичні наслідки кампанії Голокосту в сьогоднішній Європі».
В січні 2002 року Граф виступив з доповіддю на організований Олегом Платоновим Московській міжнародній конференції з глобальних проблем всесвітньої історії в Москві.

## Особисте життя
Одружений із білорускою Ольгою Степанівною, яка працює істориком у Мінську.

## Юрген Граф про себе
В одному з інтерв'ю Юрген Граф розповів що став ревізіоністом в 1991 році, коли вчитель математики Артур Фогт дав йому книжки. Графу вирішив дослідити це питання і це, за його словами стало для нього інтелектуальною пригодою. На питання журналіста чи не розпалюють його книги антисемітизм, Граф відповів що точно так же можна стверджувати, що офіційна версія Голокосту розпалює антигерманізм. Він заявив що не належить до ревізіоністів, для яких політичні наслідки є головним. Юрген Граф вважає, що держава Ізраїль не має права на існування, втім він не знає що робити з євреями Ізраїлю.
Юрген Граф розповів, що як стиліста і письменника обожнює Ніцше, хоч він і атеїст (сам Граф католик). Йому також близькі Фома Аквінський і Освальд Шпенглер, а улюблений письменник Графа — Достоєвський.

## Медіадані
- Juergen Graf — Holocaustkonferenz in Triest Audio/Visual: sound, color (IT, 28m 44s, 320x240) 2007